# Viladecavalls de Calders
Viladecavalls es una entidad de población española del municipio de Calders, perteneciente a la provincia de Barcelona, en la comunidad autónoma de Cataluña.

## Toponimia
El nombre del lugar puede encontrarse referido con las formas Viladecaballs, Viladecavalls y Viladecavalls de Calders.

## Geografía
Por el lugar discurre el río Calders. En el siglo XIX se mencionan cómo «sus montes se hallan poblados de pinos; de álamos las márg. del r. Calders que le  cruza».

## Historia
Hacia mediados del siglo XIX, el lugar, por entonces con ayuntamiento propio, tenía contabilizada una población de 156 habitantes. Aparece descrito en el decimosexto volumen del Diccionario geográfico-estadístico-histórico de España y sus posesiones de Ultramar de Pascual Madoz de la siguiente manera:

VILADECABALLS: l. con ayunt. en la prov., aud. terr., c. g. de Barcelona (8 leg.), part. jud. de Manresa (3), dióc. de Vich. sit. en llano, con buena ventilacion y clima templado y saludable. Tiene 35 casas; una igl. parr. (San Pedro) servida por un cura de segundo ascenso, y el cementerio inmediato á ella. El térm. confina N. Cellent; E. Calders; S. el r. de este nombre, y O. el r. Llobregat. El terreno es de secano, de buena calidad, contiene canteras de piedra; sus montes se hallan poblados de pinos; de álamos las márg. del r. Calders que le cruza, cuyas aguas impulsan 2 fáb. de hilados de algodon y 2 molinos de harina. Hay caminos locales de herradura, y la nueva carretera de Berga á Barcelona. prod.: cereales, aceite, vino abundante y de buena calidad, y muchos higos; cria ganado caballar en abundancia, de lo cual deriva el nombre de Viladecaballs, que sustituyó al ant. de Villa Eguorum; tambien hay caza de perdices, conejos y liebres, y pesca de truchas y lampreas. ind.: las referidas fáb. y molinos. comercio: esportacion de los productos de la ind., maderas y frutos sobrantes. pobl.: 16 vec., 156 alm. cap. prod.: 1.245,600 rs. imp.: 31,140 rs.
(Madoz, 1850, p. 64)

Hacia comienzos del siglo XX ya aparecía como un pueblo agregado a Calders.